# Sypniewko
Sypniewko (deutsch Neu Zippnow) ist ein Dorf in der polnischen Woiwodschaft Großpolen. Es gehört zur Stadt- und Landgemeinde Jastrowie (Jastrow) im Powiat (Landkreis) Złotowski.

## Geographische Lage
Das Dorf liegt im Netzedistrikt des ehemaligen Westpreußen, etwa 25 Kilometer nördlich von Wałcz (Deutsch Krone) und zwanzig  Kilometer westnordwestlich von Jastrow. 

## Geschichte
Die Grenzregion des Netzedistrikts, in der das Dorf liegt, hatte ursprünglich zum Herzogtum Pommern gehört, war vorübergehend unter polnische Herrschaft gelangt und dann an die Markgrafen von Brandenburg gekommen. Im Rahmen der Ersten Teilung Polen-Litauens kam das Dorf 1772 zusammen mit dem Landkreis Deutsch Krone zurück an Preußen.
Der Ort wurde kurz nach den Freiheitskriegen, vermutlich um 1817, im sogenannten Zippnower Busch gegründet. Seit 1829 besaß Neu-Zippnow eine eigene Schule und im Jahre 1852 zählte die Landgemeinde bereits 237 Einwohner. Seit Gründung war Neu-Zippnow Teil des Königreichs Preußen. Von 1919 bis 1938 befand sich die Gemeinde als Landgemeinde im ehemaligen Landkreis Deutsch Krone, Provinz Grenzmark Posen-Westpreußen, des Deutschen Reichs. Im Zuge der Verwaltungsreform (1. Oktober 1938) wurde Neu-Zippnow als Teil des Deutschen Reiches der Provinz Pommern zugeordnet. Zu dieser Zeit umfasste das Gemeindegebiet rd. 2,0 km² und bestand aus einem Wohnort mit 35 Feuerstellen. Das Dorf war dem Amtsbezirk Rederitz zugeordnet.
Im Februar 1945 wurde Neu Zippnow von der Roten Armee besetzt. Nach Beendigung der Kampfhandlungen wurde die Region seitens der sowjetischen Besatzungsmacht zusammen mit ganz Hinterpommern und der südlichen Hälfte Ostpreußens – militärische Sperrgebiete ausgenommen – der Volksrepublik Polen zur Verwaltung überlassen. Es wanderten nun Polen zu. Neu Zippnow wurde unter der polnischen Ortsbezeichnung „Sypniewko“ verwaltet. Die einheimische Bevölkerung wurde von der polnischen Administration aus Neu Zippnow vertrieben.

## Kirche
Die bis 1945 anwesenden Einwohner waren evangelisch. In Neu-Zippnow stand zwar eine Kapelle, eine eigene Kirche besaß der Ort jedoch nicht. Mit Gründung zu Beginn des 19. Jahrhunderts war die Gemeinde Teil der Kirche in Neugolz (seit 1817). Mitte des 19. Jahrhunderts bildete Neu-Zippnow mit den Gemeinden (Alt-)Zippnow (Sypniewo), Rederitz (Nadarzyce), Doderlage (Dudylany) und Groß Zacharin (Starowice) eine Pfarrei.

## Verweise